# Bourne Castle

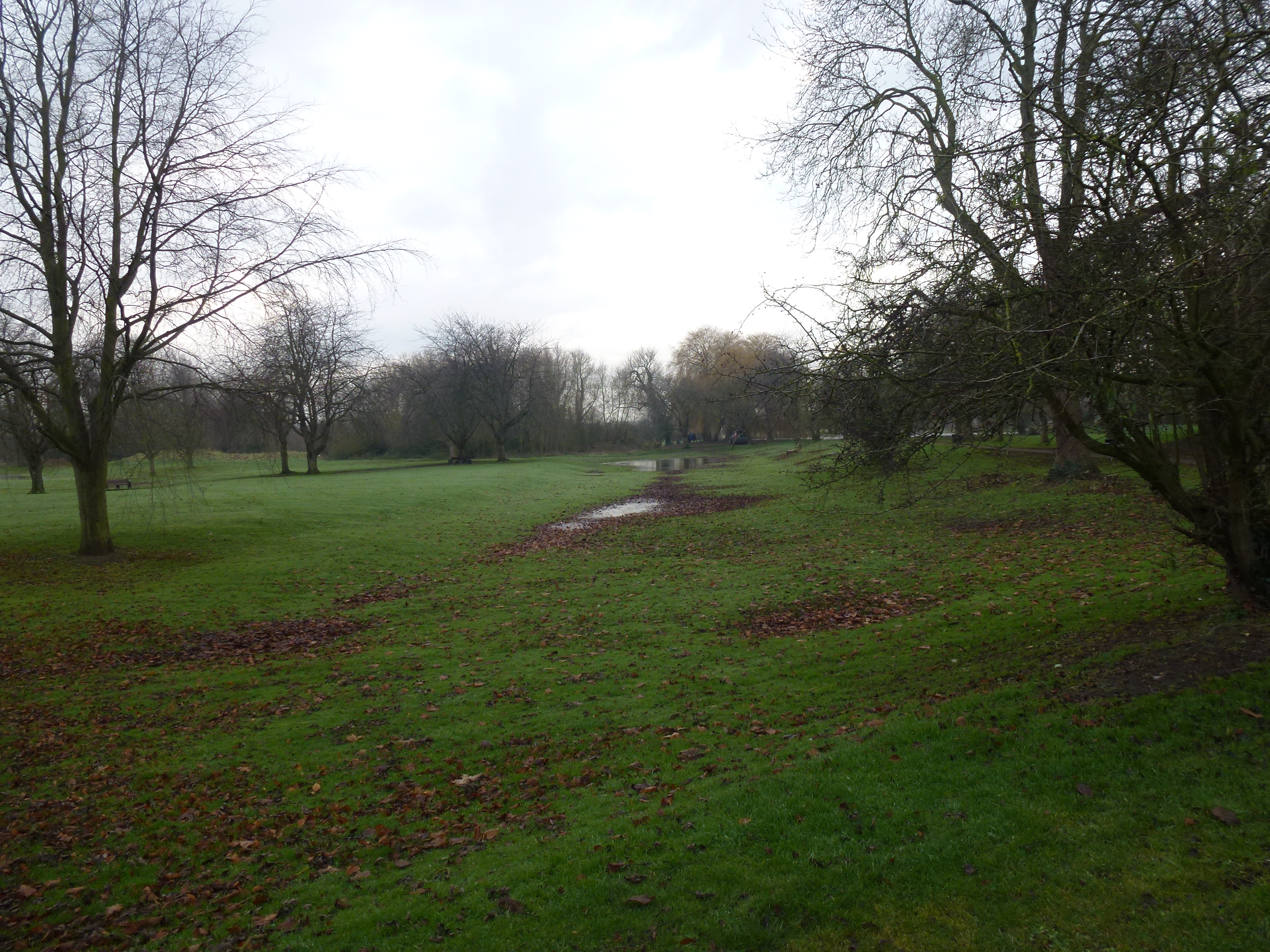
Überreste von Bourne Castle im Wellhead Park.

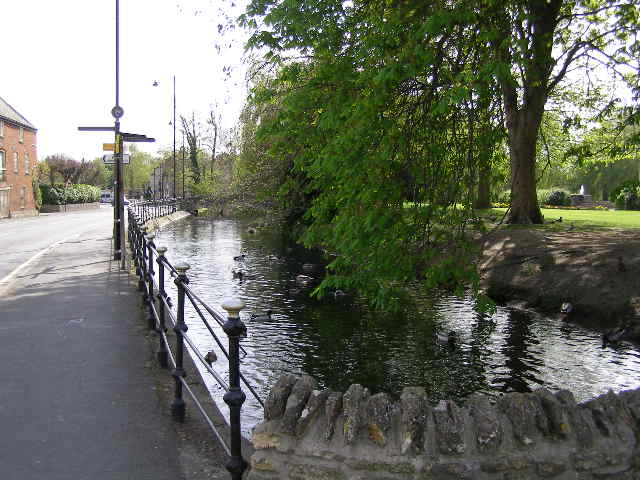
Bourne Eau in der South Street.

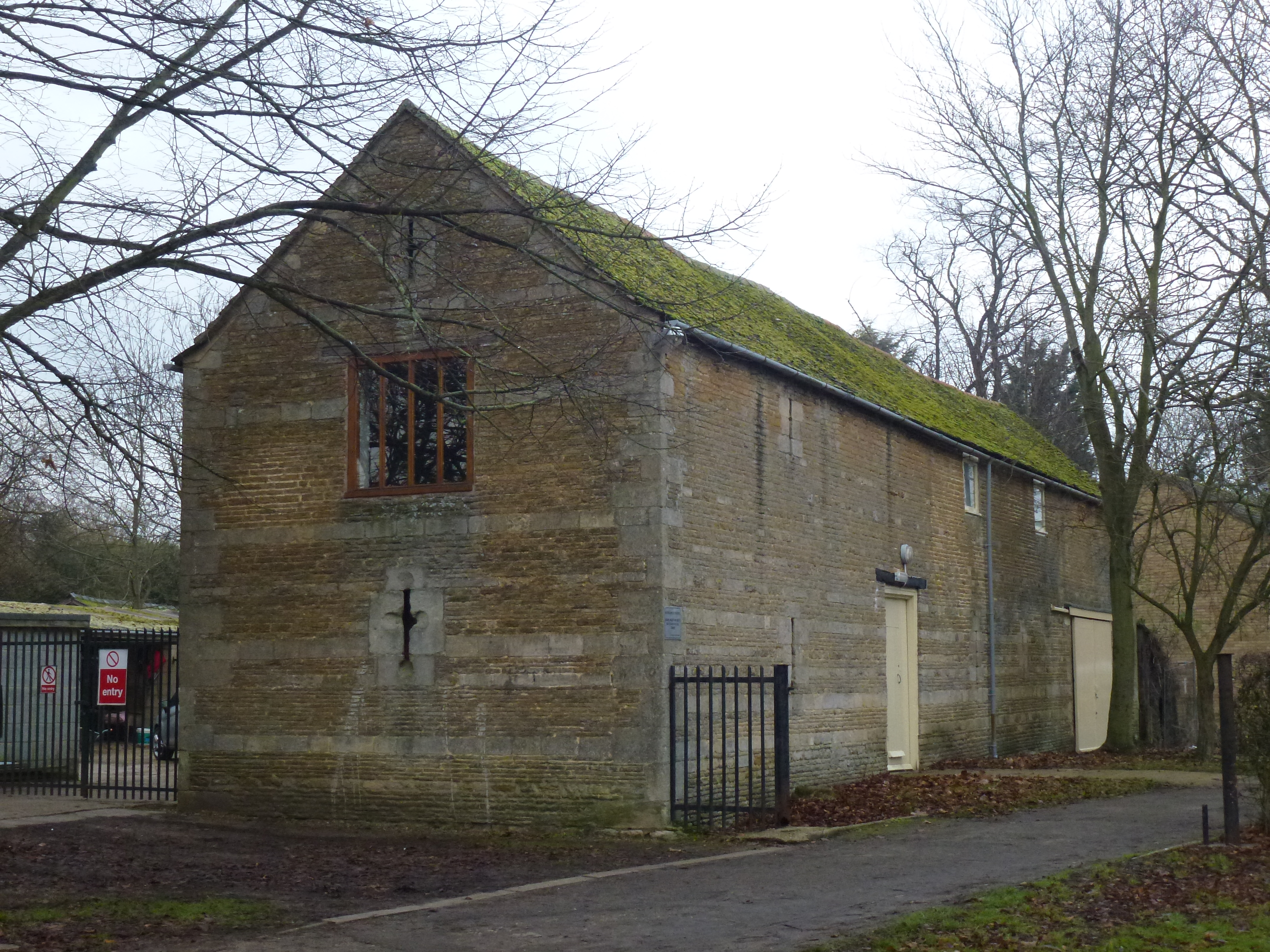
Shippon Barn

Bourne Castle ist eine abgegangene Burg im Markt Bourne im Südteil der englischen Grafschaft Lincolnshire.
Baldwin FitzGilbert, der Sohn von Gilbert FitzRichard aus der Familie De Clare ließ hier eine normannische Burg bauen. Im Mittelalter war an dieser Stelle eine Motte mit zwei Vorburgen und einem unüblichen, konzentrischen Grundriss. Um 1200 unterstand sie Baldwin Wake, 1349 erhielt sie die Frau eines seiner Ur-Ur-Enkel, Blanche of Lancaster, als Wittum. Die Burg wurde 1645, nach der Nutzung durch Oliver Cromwells Truppen im englischen Bürgerkrieg, zerstört. An ihrer Stelle wurde ein Bauernhof errichtet.
Heute sind nur noch Spuren des Mound und der Gräben der Kernburg und der Vorburgen erhalten. Das Gelände ist heute ein Park namens Well Head Park, der der Bourne United Charities gehört und öffentlich zugänglich ist.